# Randee Hermus
Randee Hermus (14 de novembro de 1979) é uma futebolista canadense que atua como defensora.

## Carreira
Randee Hermus representou a Seleção Canadense de Futebol Feminino nas Olimpíadas de 2008.